# Discovery Bay (Californie)
Pour les articles homonymes, voir Discovery Bay.
Discovery Bay est une census-designated place (CDP) située dans le comté de Contra Costa, en Californie.